# The Hobbit (jogo eletrônico de 1982)
The Hobbit é um jogo de computador ilustrado baseado em texto lançado em 1982 para o ZX Spectrum e foi baseado no livro O Hobbit, de J.R.R. Tolkien. Foi desenvolvido pela Beam Software por Philip Mitchell e Veronika Megler   e publicado pela Melbourne House. Mais tarde, foi convertido para a maioria dos computadores domésticos disponíveis na época, incluindo os computadores Commodore 64, BBC Micro e Oric.  Por acordo com as editoras, uma cópia do livro foi incluída em cada jogo vendido. 
O analisador de sintaxe era muito avançado para a época e usava um subconjunto de inglês chamado Inglish.   Quando foi lançado, a maioria dos jogos de aventura usava sintaxes simples, de verbos e substantivos (permitindo frases simples como "obter lâmpada"), mas o Inglish permitiu ao jogador digitar frases avançadas como "pergunte a Gandalf sobre o mapa curioso, então pegue a espada e mate o troll com ela". O analisador de sintaxe era avançado e intuitivo, introduzindo pronomes, advérbios ("ataque violentamente o gobelim"), pontuações e preposições, assim permitindo ao jogador interagir com o mundo do jogo de diversas maneiras que não seria possível anteriormente. 

## Jogabilidade
Muitos locais são ilustrados por uma imagem, com base em originais projetadas por Kent Rees. Na versão em fita, para economizar espaço, cada imagem foi armazenada em um formato compactado, assim armazenando informações de estrutura de tópicos e preenchendo com algorítimos as áreas incluídas na tela.  A baixa velocidade da CPU significava que levaria vários segundos para cada cena ser desenhada. As versões em disco do jogo usavam imagens pré-renderizadas de alta qualidade. 
O jogo possui um sistema de física baseado em texto inovador na época, desenvolvido por Veronika Megler.  Objetos, incluindo os personagens do jogo, têm tamanho, peso e solidez calculadas. Os objetos podem ser colocados dentro de outros objetos, presos a uma corda, danificados ou quebrados. Se o personagem principal estiver sentado em um barril e este for apanhado e jogado através de um alçapão, o jogador irá junto. 
Ao contrário de outras obras de ficção interativa, o jogo também é em tempo real, na medida em que um período de ociosidade faz com que o comando "WAIT" ("ESPERAR")  seja automaticamente executado para que outros eventos do jogo possam ocorrer. A passagem de tempo pode ser cancelada apenas digitando o comando "PAUSE" ("PAUSAR"), que interrompe todos os eventos até que uma tecla seja pressionada. 
O jogo tem um elenco de personagens não-jogadores (NPCs) totalmente independentes do jogador e vinculados exatamente às mesmas regras do jogo. Eles têm lealdades, pontos fortes e personalidades que afetam seu comportamento que nem sempre podem ser previstos. O personagem de Gandalf, por exemplo, vaga livremente pelo mundo do jogo (cerca de cinquenta locais), pegando objetos, entrando em brigas e sendo capturado no processo. 
A volatilidade dos personagens, juntamente com a física rica e o sistema de combate impossível de ser previsto, permitiram que o jogo fosse jogado de muitas maneiras diferentes, embora isso também levasse a problemas (como um personagem importante sendo morto logo no início). Existem inúmeras soluções possíveis e, em retrospectiva, o jogo pode ser considerado como um dos primeiros exemplos de jogabilidade emergente. Isso também resultou, no entanto, em muitos erros; por exemplo, durante o desenvolvimento, Megler descobriu que os NPCs animais se matavam antes que o jogador sequer pudesse os encontrar. A documentação do jogo alertou que "Devido ao imenso tamanho e complexidade deste jogo, é impossível garantir que ele estará completamente livre de erros". A Melbourne House emitiu uma versão 1.1 com algumas correções, mas com outro bug que resultou no jogo ser invencível, forçando-o a lançar a versão 1.2. A empresa nunca corrigiu todos os bugs. 

## Recepção
A magazine .info de 1985 classificaram The Hobbit na versão do Commodore 64 com três ou mais estrelas de cinco, afirmando que os gráficos eram "agradáveis, mas não arrebatadores", e que o analisador de sintaxe e os quebra-cabeças do jogo eram "típicos da maioria das aventuras de hoje". A revista concluiu que "os fãs de Tolkien provavelmente ficarão satisfeitos com este título". 
The Hobbit foi um best-seller da biblioteca do ZX Spectrum no Reino Unido em 1983 , e no Commodore 64 e BBC no ano seguinte.  O jogo ganhou o Golden Joystick Award de 1983 como o melhor jogo de estratégia.  Também foi um enorme sucesso comercial, vendendo mais de 100.000 cópias nos dois primeiros anos a um preço de £ 14,95.  Não há registros de números de vendas, mas em um artigo de março de 1985 foi estimado entre 100.000 e 200.000, possivelmente um número de 500.000 cópias totalizadas, tornando-o um "excelente candidato ao jogo de aventura baseado em texto mais vendido de todos os tempos, desafiado apenas pelo Zork I da Infocom " . O uso de imagens em vários dos locais em oposição principalmente a jogos de aventura baseados em texto da época, a flexibilidade do analisador Inglish, a independência inovadora dos NPCs, a popularidade da obra de Tolkien, todos atribuídos ao sucesso fenomenal do jogo. 
A Macworld revisou as versões para Macintosh de The Hobbit, Lord of the Rings: Game One e The Shadows of Mordor (1987) simultaneamente, criticando The Hobbit, chamando-o de "particularmente desajeitado", pois é "prejudicado por um vocabulário de entrada de 400 palavras", em oposição aos dois últimos jogos de 800 palavras. A Macworld chama The Lord of the Rings: Game One de "particularmente intrincado" e o recomenda como ponto de entrada para a série, em oposição a The Hobbit. Macworld elogia os gráficos do Hobbit, mas afirma que em The Lord of the Rings: Game One e The Shadows of Mordor "a arte acrescenta pouco ao apelo geral dos jogos". Além disso, a Macworld anunciou os três jogos como "alfabetizados e fiéis em espírito aos livros originais", mas critica a natureza datada e "rígida" do formato de aventura de texto. 

## Legado
Para ajudar os jogadores, um livro chamado "a guide to play The Hobbit" (tradução livre para "Um guia para jogar O Hobbit"), de David Elkan, foi publicado em 1984. 
A desenvolvedora Beam Software acompanhou The Hobbit com The Lord of the Rings: Game One de 1985, Shadows of Mordor de 1987 e The Crack of Doom de 1989. Eles também reutilizariam o Inglish em "Sherlock". 
Em 1986, uma paródia do jogo foi lançada pela CRL, chamado The Boggit . 
Uma frase do jogo que entrou na cultura popular é "Thorin se senta e começa a cantar sobre ouro". 
Além disso, o jogo é mencionado no Twisty Little Passages, de Nick Montfort, um livro que explora a história e a forma do gênero de ficção interativa. 
Discworld Noir faz referência ao The Hobbit: quando o protagonista, Lewton, descobre que alguém se escondeu em um barril de vinho, ele se pergunta por que isso lembra as frases "Você espera o tempo passar" e "Thorin se senta e começa a cantar sobre ouro". 

## Ligações Externas
- Jogos de computador do universo Tolkien
- Entrevista de Veronika Megler sobre o desenvolvimento de 'O Hobbit'
- Emulador Wilderland que mostra o que está acontecendo 'nos bastidores' na versão ZX Spectrum